# 棧橋通四丁目停留場
棧橋通四丁目停留場（日语：／ Sambashidori Yon-chōme teiryūjō */?），是位於高知縣高知市棧橋通四丁目，屬於土佐電交通棧橋線的電車站。

## 歷史
本站在1904年（明治37年）棧橋線（當時名為潮江線）梅之辻至棧橋之間開通時啟用。本站最初名為中堤停留場（日语：／），後來於1938年（昭和13年）改名為棧橋通四丁目。
- 1904年（明治37年）5月2日 - 土佐電氣鐵道中堤停留場啟用[1]。
- 1938年（昭和13年）2月1日 - 電車站改名為棧橋通四丁目停留場[1]。
- 2014年（平成26年）10月1日 - 土佐電氣鐵道、高知縣交通（日语：高知県交通）和土佐電Dream Service（日语：土佐電ドリームサービス）合併，土佐電交通成立[3]。成為土佐電交通的電車站。

## 電車站構造
本站建在共用道路上，並設有2面2線的相對式乘車處（千鳥式）。兩月台之間相隔一個路口，路口北邊為棧橋方向月台，南邊為高知站前方向月台。
由於此站與鄰站棧橋車庫前停留場之間設有棧橋車廠，因此出廠班次除了前往棧橋通五丁目外，這些班次均從此站出發。

## 電車站周邊
- 高知市立自由民權紀念館（日语：高知市立自由民権記念館）
- 南海科學土佐工場
- 仲田公園
- 高知縣高知南警署（日语：高知南警察署）
- 高知縣道34号桂濱播磨屋線（日语：高知県道34号桂浜はりまや線）
- 「棧橋通四丁目」巴士站

## 相鄰電車站
土佐電交通
棧橋線
棧橋通三丁目－棧橋通四丁目－棧橋車庫前

## 注腳
1. 1 2 3 4  土佐電鉄の電車とまちを愛する会. . JTB Can Books. JTB出版. 2006: 101・156–158頁. ISBN 4-533-06411-6.
2. 1 2  今尾惠介（監修）. . 11 中国四国. 新潮社. 2009: 61. ISBN 978-4-10-790029-6 （日语）.
3. ↑  上野宏人. . 毎日新聞 (毎日新聞社). 2014-10-02 （日语）.
4. 1 2  川島令三. . 【図説】 日本の鉄道. 第2巻 四国西部エリア. 講談社. 2013: 38・95頁. ISBN 978-4-06-295161-6 （日语）.
5. 1 2  川島令三.  四國篇. 草思社. 2007: 287. ISBN 978-4-7942-1615-1 （日语）.
6. ↑  . 高知新聞社. 1998: 94. ISBN 4-87503-268-4 （日语）.